# IC 5170
IC 5170 је спирална галаксија у сазвјежђу Ждрал која се налази на листи објеката дубоког неба у Индекс каталогу.
Деклинација објекта је - 47° 13' 17" а ректасцензија 22h 12m 29,6s. Привидна величина (магнитуда) објекта IC 5170 износи 12,5 а фотографска магнитуда 13,4. Налази се на удаљености од 20,663 милиона парсека од Сунца. IC 5170 је још познат и под ознакама ESO 237-46, ESO 288-51, AM 2209-472, PGC 68283, IRAS 22093-4728, PGC 68284.